# Renealmia nicolaioides
Renealmia nicolaioides är en enhjärtbladig växtart som beskrevs av Ludwig Eduard Loesener. Renealmia nicolaioides ingår i släktet Renealmia och familjen Zingiberaceae. Inga underarter finns listade i Catalogue of Life.